# Imura Yūdai
Yūdai Imura (jap. 井村 雄大, Imura Yūdai; * 25. Juni 1991 in Musashino, Präfektur Tokio) ist ein japanischer Fußballspieler.

## Karriere
Yūdai Imura erlernte das Fußballspielen in Japan in der Jugendmannschaft von Yokogawa Musashino und in der Universitätsmannschaft der Juntendo-Universität. Seinen ersten Vertrag unterschrieb er 2014 beim Tōkyō Musashino City FC. Mit dem Verein aus Musashino, einer Stadt in der Präfektur Tokio,  spielte er in der vierten Liga, der Japan Football League. Für Musashino absolvierte er neun Viertligaspiele. 2015 verließ er Japan und wechselte in die Vereinigten Staaten zu den Richmond Kickers. Mit dem Verein aus Richmond, der Hauptstadt des US-Bundesstaates Virginia, spielte er in der dritten Liga der USA, der United Soccer League. Bis Ende 2018 absolvierte er 98 Spiele und schoss dabei 15 Tore. Das erste Halbjahr 2019 war er vertrags- und vereinslos. Mitte 2019 wurde er von dem thailändischen Viertligisten Pattani FC aus Pattani unter Vertrag genommen. Ende 2019 wurde er mit Pattani Vizemeister der Thai League 4 in der Southern Region und stieg in die dritte Liga auf. Am 1. Juli 2020 wurde sein Vertrag in Pattani aufgelöst.

## Erfolge
Pattani FC
- Thai League 4 – South: 2019  ▲